# أرنولد جاك تشادويك
أرنولد جاك تشادويك هو عسكري كندي، ولد في 23 أغسطس 1893 في تورونتو في كندا، وتوفي في 28 يوليو 1917 في دي بان في بلجيكا.